# Ziortza Isasi
Ziortza Isasi Cristobal (Elorrio, 5 augustus 1995) is een Spaans baan- en wegwielrenster die in 2023 reed voor BePink-GOLD.

## Carrière
Isasi werd tussen 2015 en 2019 vier keer nationaal kampioen in de ploegenachtervolging. In 2020 won ze het Spaans kampioenschap achtervolging. In 2022 nam ze voor het eerst deel aan de Wereldkampioenschappen baanwielrennen.

## Palmares

### Baanwielrennen
| Jaar     | SK                                                                                 | EK                                                        | WK                                                         | Overig   |
| Beloften | Beloften                                                                           | Beloften                                                  | Beloften                                                   | Beloften |
| -------- | ---------------------------------------------------------------------------------- | --------------------------------------------------------- | ---------------------------------------------------------- | -------- |
| 2017     |                                                                                    | afvalkoers · 7e koppelkoers · 10e omnium                  |                                                            |          |
| Elite    |                                                                                    |                                                           |                                                            |          |
| 2015     | ploegenachtervolging · 8e achtervolging                                            |                                                           |                                                            |          |
| 2016     | ploegenachtervolging · achtervolging · 4e puntenkoers                              |                                                           |                                                            |          |
| 2017     | ploegenachtervolging · koppelkoers · teamsprint · 8e puntenkoers                   |                                                           |                                                            |          |
| 2018     | puntenkoers · 6e achtervolging · 6e omnium                                         |                                                           |                                                            |          |
| 2019     | ploegenachtervolging · achtervolging · teamsprint · 10e omnium                     |                                                           |                                                            |          |
| 2020     | achtervolging · kopelkoers · omnium · 5e scratch · 6e puntenkoers                  | 4e ploegenachtervolging 10e puntenkoers                   |                                                            |          |
| 2021     | koppelkoers · 9e omnium                                                            |                                                           |                                                            |          |
| 2022     | achtervolging · afvalkoers · koppelkoers · 4e omnium · 4e scratch · 9e puntenkoers | 9e ploegenachtervolging 14e puntenkoers 15e achtervolging | 12e ploegenachtervolging 18e puntenkoers 20e achtervolging |          |
| 2023     | puntenkoers · scratch · 5e achtervolging · 7e afvalkoers · 8e omnium               | 15e puntenkoers                                           | 18e puntenkoers                                            |          |
| 2024     | achtervolging · scratch · afvalkoers · 4e koppelkoers · 4e omnium · 5e puntenkoers | 9e ploegenachtervolging                                   | 9e ploegenachtervolging                                    |          |

## Ploegen
- 2015 –  BZK Pro Basic
- 2017 –  Lointek
- 2018 –  Sopela Women's Team
- 2019 –  Eneicat
- 2020 –  Eneicat-RBH Global
- 2021 –  Eneicat-RBH Global
- 2022 –  Eneicat-RBH Global
- 2023 –  BePink-GOLD

Agorria · Alzola · Amesti · Bonnin · Domínguez · Idirin · Isasi · Rodríguez · San José · Unanue